# Главеста тинеста костенурка
Главеста или голямоглава тинеста костенурка (Claudius angustatus) е вид костенурка от семейство Тинести костенурки (Kinosternidae). Видът е почти застрашен от изчезване.

## Разпространение
Разпространен е в Белиз, Гватемала и Мексико.

## Описание
Продължителността им на живот е около 16,1 години.